# Letní olympijské hry 1904
III. letní olympijské hry se uskutečnily v době od 1. července do 23. listopadu roku 1904 v Saint Louis v americkém státě Missouri. I zde se hry staly součástí výstavy, tentokrát spojené s historickým výročím města. Her se účastnili především domácí sportovci, Kanaďané a Kubánci a to hlavně kvůli problémům s dopravou z Evropy. Z českých sportovců se nezúčastnil ani jediný.

## Kandidátská města
Dalším kandidátským městem na uspořádání 3. olympijských her bylo Chicago (USA).

## Medaile podle států
(Pořadatelská země je označena tučně.)
| Letní olympijské hry 1904 | Letní olympijské hry 1904    | Letní olympijské hry 1904 | Letní olympijské hry 1904 | Letní olympijské hry 1904 | Olympijské kruhy |
| Poř.                      | Země                         | Zlato                     | Stříbro                   | Bronz                     | Celkem           |
| 1                         | Spojené státy americké (USA) | 78                        | 82                        | 79                        | 239              |
| 2                         | Německo (GER)                | 4                         | 4                         | 5                         | 13               |
| 3                         | Kuba (CUB)                   | 4                         | 2                         | 3                         | 9                |
| 4                         | Kanada (CAN)                 | 4                         | 1                         | 1                         | 6                |
| 5                         | Maďarsko (HUN)               | 2                         | 1                         | 1                         | 4                |
| 6                         | Smíšené družstvo             | 1                         | 1                         | 0                         | 2                |
| 7                         | Velká Británie (GBR)         | 1                         | 1                         | 0                         | 2                |
| 8                         | Řecko (GRE)                  | 1                         | 0                         | 1                         | 2                |
| 9                         | Švýcarsko (SUI)              | 1                         | 0                         | 1                         | 2                |
| 10                        | Rakousko (AUT)               | 0                         | 0                         | 1                         | 1                |